# 想回去了啊
《想回去了啊》（日语：帰りたくなったよ）是日本組合生物股長的第9張單曲，於2008年4月16日由Epic Records Japan發行。

## 概要
單曲距離前作《如櫻花般美好的你》發行約2個月半，是生物股長在2008年發行的第2張單曲。單曲在初回期間附有「生物卡片004」和「『BLEACH The 3rd Phantom』特別卡片」。封面是一間小屋，為首次沒有成員出現在單曲封面上。
單曲收錄的兩首歌曲都有作商業搭配。A面曲《想回去了啊》是電影《砂時計》的主題曲和Eye Full Home的廣告歌曲，B面曲《殘留的風》（残り風）是任天堂DS遊戲《BLEACH The 3rd Phantom》的主題曲。不過《砂時計》的上映日期為4月26日，《BLEACH The 3rd Phantom》則於6月26日發行，都比單曲的發行日期晚。
生物股長在「ap bank fes '09」演唱會上表演過《想回去了啊》。舉辦人之一小林武史盛讚這首歌：「就個人而言，這首歌大得讓我將這年的fes記作表演了『這首歌的一年』」。

## 歌曲列表
| CD   | CD                        | CD       | CD               | CD   |
| 曲序 | 曲目                      | 词曲     | 编曲             | 时长 |
| ---- | ------------------------- | -------- | ---------------- | ---- |
| 1.   | 想回去了啊                | 水野良樹 | 島田昌典         | 6:05 |
| 2.   | 殘留的風                  | 山下穗尊 | 板垣祐介、湯淺篤 | 5:13 |
| 3.   | 想回去了啊 -instrumental- | －       | －               |      |
| 4.   | 殘留的風 -instrumental-   | －       | －               |      |

## 外部連結
- 生物股長官方網站（日語）
- Sony Music （页面存档备份，存于）（日語）